# VPRO
Omroepvereniging VPRO es una organización pública de radio y televisión de los Países Bajos, que forma parte de la Nederlandse Publieke Omroep (NPO). Su programación está especializada en documentales, espacios culturales y cine independiente. La asociación se fundó en 1926 bajo el nombre de Vrijzinnig Protestantse Radio Omroep (en español, «Compañía de Radio Liberal Protestante»), pero actualmente no tiene afiliación religiosa y sigue una línea basada en el liberalismo.

## Historia
La organización VPRO fue fundada el 29 de mayo de 1926 por miembros protestantes adscritos a la teología liberal. En aquella época, los grupos religiosos y sociales más representativos de los Países Bajos creaban sus propias asociaciones de radio. A partir de 1930, el estado comenzó a asignar horarios de emisión en las frecuencias públicas y VPRO fue uno de los cinco miembros fundadores de la radio pública neerlandesa, junto con AVRO (liberal), KRO (católico), NCRV (protestante) y VARA (socialista).
En sus primeros años de vida, la programación de VPRO se limitaba a programas religiosos y espacios culturales. A partir de la década de 1960, con el nacimiento de TROS y una nueva tendencia hacia programas menos politizados, VPRO tomó una línea editorial liberal y se especializó en cultura alternativa, dando espacio a una nueva generación de realizadores. A nivel europeo destacó por hitos como el primer desnudo femenino en la televisión nacional (Phil Bloom, 1967) o sus espacios musicales, que abrieron la ventana de Europa a grupos internacionales como Dire Straits, Red Hot Chili Peppers y Nirvana.
VPRO colabora activamente con otras radiodifusoras europeas como la BBC, WDR y el canal cultural europeo ARTE.

## Programación
VPRO se encarga de producir programas para Nederlandse Publieke Omroep (NPO), repartiéndose la escaleta de programación con el resto de radiodifusoras. Desde los años 1960 se ha especializado en documentales, reportajes, música alternativa y cine independiente. Aunque ya no tiene ninguna adscripción religiosa, su programación defiende las bases del liberalismo clásico.
La sintonía de apertura de la programación de VPRO es el inicio de la canción Here Is the News de Electric Light Orchestra.